# ファイナルファンタジーXIII
『ファイナルファンタジーXIII』（ファイナルファンタジー・サーティーン、FINAL FANTASY XIII、略称：FFXIII、FF13）は、スクウェア・エニックスから発売されたコンピュータRPG。「ファイナルファンタジーシリーズ」のナンバリングタイトル第13作目にあたる。続編である『ファイナルファンタジーXIII-2』『ライトニング リターンズ ファイナルファンタジーXIII』も発売された。

## 概要
FFのメインシリーズとしては、初めて高精細度の映像規格に対応したゲーム機向けのタイトルである。本作品を含むプロジェクトである「FABULA NOVA CRYSTALLIS」は、ラテン語で「新しいクリスタルの物語」という意で、『ファイナルファンタジーXIII』『XIII-2』『零式』『XV』などの関連作品がひとつの神話世界を共有しつつ、それぞれ別の物語として展開される。
日本では2009年12月17日にPlayStation 3（PS3）向けに発売された。欧米では2010年3月9日にPS3とXbox 360のマルチプラットフォームで発売された。
2009年4月16日に発売された『ファイナルファンタジーVII アドベントチルドレン コンプリート』の初回版に本作の体験版ディスクが同梱された。
初回生産分『FFXIII』は、2010年発売の『ファイナルファンタジーXIV』との連動キャンペーンが実施されていた。『FFXIII（同梱版含む）』初回生産分に封入されているキャンペーンコードで、PS3版『FFXIV』のβテスト特別枠応募権と、PC版『FFXIV』のゲーム中でキャンペーン限定のアイテムを入手できた。キャンペーンコードが封入されている『FFXIII』の通常パッケージには、初回生産分であることを示すステッカーが貼られている。なお、このキャンペーンは日本限定の実施となっている。
PS3版の日本における初週販売本数（2009年12月17日 - 12月20日）はエンターブレイン調べで151.7万本を記録した。これにより、PS3用ソフト初のミリオンセラーとなる。同時にPS3本体の売上も牽引し、週間販売台数はPS3の発売以来最高となる24.5万台を記録した。アルティメットヒッツ版を含めた国内累計販売本数（PS3とXbox 360）は200万本以上となっている。日本における売上は前作『FFXII』を下回ったが、世界全体ではそれを超える実績とハード装着率を達成した。
2011年1月18日に「TOHOシネマズ 六本木ヒルズ」で開催されたスクウェア・エニックスの第1制作部関連タイトルのカンファレンス「SQUARE ENIX 1st Production Department Premiere」で、本作の正式な続編に当たる『ファイナルファンタジーXIII-2』がPS3とXbox 360で発売されることが明らかにされ、2011年12月15日に発売された。

### 商品展開
PS3同梱版『プレイステーション3 ファイナルファンタジーXIII LIGHTNING EDITION』は、2009年9月8日に「FINAL FANTASY XIII PREMIERE PARTY」内で発売が発表され、同月24日に発売日が決定した。日本版発売時点で生産しているなかでは最高容量のHDDとなる250GBで、カラーはPS3本体が小型化したあとに出るものとしては初となる白色がベースである。
2010年3月9日、欧米にてPS3版、Xbox 360版発売。同年7月ごろにXbox 360版の内容が日本語化されたのち、同年12月16日に日本国内でXbox 360版『ファイナルファンタジーXIII アルティメット ヒッツ インターナショナル』（FINAL FANTASY XIII ULTIMATE HITS INTERNATIONAL）が発売された（詳細は#インターナショナルの節を参照）。
2011年7月21日には、PS3版が『アルティメット ヒッツ ファイナルファンタジーXIII』、Xbox 360版が『アルティメット ヒッツ インターナショナル ファイナルファンタジーXIII プラチナコレクション』として再発売された。
2012年12月18日にネット限定販売で、FFIからFFXIIIまでのナンバリングソフト（FFI・FFII・FFIV - FFIXはPS、FFIIIはPSP、FFX〜FFXIIはPS2、FFXIIIはPS3）、およびFF25周年記念CDやレプリカなどの限定アイテムをセットにした特別パッケージ『ファイナルファンタジー 25th アニバーサリー アルティメットボックス』（FINAL FANTASY 25th ANNIVERSARY ULTIMATE BOX）が発売された。
2014年10月9日にSteam版が発売。実際には日本語も対応しているが、日本・アジア地域配信版とそれ以外の地域の配信版でデータが隔離されている。日本・アジア地域配信版では音声は日本語のみ字幕は日本語・中国語（繁体字）・韓国語・英語、それ以外の地域の配信版は音声は日本語と英語から選択でき、字幕は英語、フランス語、イタリア語、ドイツ語、スペイン語となる。
2018年11月ごろにXbox Oneにおいて360版の後方互換に対応し、One X Enhancedによる画質の4Kアップコンバート処理に対応。『FFXIII-2』『LRFFXIII』も対応した。

## システム
ストーリーは各章に分けられており、物語の進行に伴って舞台が変わっていき、以前通過した場所を行き来をするということがない。ただし、物語後半でグラン＝パルスに降りてからはさまざまな地を往来できるようになる。

### バトルシステム
「アクティブタイムバトルシステムをスピード感を出す方向性で進化」「コマンドの連鎖、仲間と繋がり広がっていく行動の連鎖」『ファイナルファンタジーVII アドベントチルドレン』のようなバトルがテーマである。
コマンドを入力できるのはリーダーに設定したキャラクターのみで、そのほかの戦闘参加キャラクターは自動で行動する。本作には魔法の使用などで消費するMPの概念は存在せず、代わりに使用する魔法、技ごとに定められたATBバーのコストを消費する方式になっている。
戦闘終了後のキャラクターのHP （体力）や戦闘不能などの状態異常はすべて回復・解除される。なお、倒した敵から金銭（ギル）を得ることはできず、フィールド内にある宝箱から直接入手したり、敵から獲得した不要なアイテムを売却したりして稼ぐことになる。経験値によるレベルアップ方式は採用されない代わりに、戦闘終了後にクリスタルポイント (CP) を用いたステータス向上が設定されている。
本作ではリーダーキャラクターが戦闘不能になると、ほかの仲間が健在でもゲームオーバーになる。ゲームオーバー後は、エンカウント前からリスタートするかゲームを終えるかたちとなる。
巨大なモンスターには部位があり、通常のモンスターでも形態が変わったり、戦闘モードが切り替わったりと変化することがある。魔法などをかけていても、形態が変化すると効果が解除される。攻撃モーションは演出ではなくリアルタイムで物理処理されており、敵が他者の攻撃で戦闘不能になるか吹き飛んだタイミングで攻撃すれば、攻撃は敵ポリゴンに空振りしミスとして処理される。このため、体感的にはコマンドバトルでありながらオートのアクションゲームのような処理で戦闘は進む。
プラットフォームがPS3に移り、これまでよりも複雑なプログラムを書き込むことが可能になったことで、本作はDS版『FFIV』と並ぶFF屈指の高難易度となっている。例えば、一定条件で行動パターンが一変する敵は、『FFX』でのシーモアや『FFX-2』でのオーバーソウル可能な敵モンスターのようなケースはあったが、本作では戦闘中に一定条件を満たすと行動パターンが一変する敵が非常に多く、バトル後半になると強力な攻撃をしかけてくることが多い。本作は戦闘の難易度が高いので、リスタートやバトルランクが低いとスモーク系（一時的に能力を高められる）アイテムを入手しやすくなるなどの救済措置がある。
シンボルエンカウント
本作ではフィールド上に敵が見えていて、それに接触すると近くの敵を巻き込んでバトルフィールドへ移行する。
本作では従来作の「逃げる」コマンドがなく、戦闘中の逃亡はできなくなっているが、不本意な戦闘に突入した際は、戦闘中もしくはゲームオーバー時にリスタートを選択することでエンカウント前の状況に戻ることができる。
戦闘を避ける場合に、フィールド上の敵を避けて通るためには、テクニックで敵を回避するか、専用のスモークを使用することが要求される。
奇襲攻撃
敵に気づかれる前に接触すると奇襲攻撃となり、バトル開始時に自動で攻撃を行う。それにより敵をブレイク寸前まで追い込んだ状態からバトルが開始され、リザルト画面での評価も上昇する。
リザルト画面
バトルで勝利すると、リザルト画面で評価される。パーティおよび敵の強さ、奇襲であるかなどの条件から算出された目標時間をおもな基準として算出される。★の数で表示されるバトルランクが高いほどTPがたくさん回復したり、レアなアイテムが入手できたりするなどの利点がある。ランクが低いとそれらの特典は得られないが、スモーク系アイテムを入手しやすくなる。通常、スモーク系アイテムは非常に貴重なものであり、ショップでは終盤まで購入できないうえ、価格も高い。
リスタート
バトルではリザルト画面に移行する前なら、ノーリスクでリスタートでき、実行するとエンカウント前まで戻れる。戦闘時に使用したアイテムやTP、戦闘前に使用したスモークはすべてもとに戻される。またゲームオーバー時にもリスタートを選択することにより同様のあつかいになる。その代わりに戦闘中に逃げるということはできず、戦闘を避けるのなら敵に触れないようにする以外の方法はない。
エネミーレポート
メニューの「オートクリップ」内の項目から閲覧できる、敵の情報がすべて蓄積された項目。本作では敵の状態や特徴に関して、ライブラあるいはアイテムのライブラスコープ（対象が単体か全体かの違いあり）を何度かかけることで段階的に確認でき、または使わずとも戦いを繰り返すとキャラクターが経験で覚えていき、AIが判明した敵の特徴に合わせた行動を取るようになる。
セーブポイント・ショップ
セーブポイントとショップは連動しており、コクーンのWEBサイトにアクセスして購入する形式であるため、どこのセーブポイントを使っても同じものを購入できる。特定の敵を倒すことなどによりショップの種類や品ぞろえが増える。

### アクティブタイムバトル（ATB）
本作のATBゲージは、複数のスロットに区切られているのが特徴。コマンドにはコストが設定されており、スロットひとつ分でコスト1の技を発動できる。また、選んだコマンドをストックでき、△ボタンを押したりATBゲージがMAXになったりすると選択したコマンドを順次一度に発動できる。スロットごとにコマンドを入力して連続攻撃を狙うか、複数スロットを一気に消費する強力な攻撃を狙うかはプレイヤーの判断次第となる。
強力な攻撃を受けて転倒すると行動を妨害される。妨害されたときに実行しようとしていた行動はキャンセルされる。その際、ATBゲージは消費されない。攻撃行動中に×を押すことで、攻撃を途中で終了させることもできる。
リーダーのコマンド入力は、手動で技・魔法をひとつずつ入力する方法と、自動決定させる方法がある。どちらを初期選択にするかはコンフィグで選択できる。
アイテム使用とTPアビリティ（召喚・ライブラなど）はATBに関係なく即座に発動でき、ATBゲージ消費もしない。

### チェーン、ブレイク、打ち上げ
敵を攻撃すると画面右上のチェーンボーナスとチェーンゲージが上昇する。攻撃が途切れるとゲージが減っていき、ゼロに戻る前に攻撃を繋ぐとチェーン数が増加していく。チェーン中は通常よりも高いダメージを与えられるほか、ボーナスが右の固定数値より上回ると、敵をブレイク状態にできる。ブレイク状態になるとチェーンゲージが減っていき、ゲージが0になると再びチェーンゲージを貯めることができる。チェーンゲージの貯め方によっては、ブレイク時間が大きく異なる。
ブレイク中はチェーンとは別途ダメージが上乗せられるほか、この状態の敵にタイミング良く攻撃することで、強力な特殊攻撃をキャンセルに持ち込むことも可能である。また、ブレイク状態にアタッカー（後述）のオートアビリティ「スマッシュアッパー」によって「たたかう」を変化させて打ち上げられるようになる。打ち上げ中に追撃すると大ダメージを与えられるほか、敵の行動を封じられる。ただし、敵の種類によっては打ち上げられない場合もある。
ブレイクによって形態が変化する敵もおり、総じて大幅に弱体化できるため、早くブレイク状態に持ち込むのが攻略のポイントとなっている。また、敵の特殊攻撃の一部には、ブレイク中に攻撃してもキャンセルできないものがある。

### 召喚獣システム
召喚獣はルシ1人につき1体のみで、特定のイベント戦闘において「認められる」（倒すことではない）ことで取得できる。召喚者が成長すると召喚獣も自動的に成長する。フィニッシュ技のレベルは1回のバトル中に召喚獣と連携して戦闘すると上がる。召喚を使用する際にはTP（タクティカルポイント）が必要。TPは、戦闘終了時のリザルトランクに応じて獲得できるほか、特定のアイテムを使って補充することも可能。バトルメンバーの誰かが、ATBゲージを満タンまでストックして最後に使うコマンドを成功させることで回復する。なお、ファングが特定武器でブレイクしても回復する。
召喚獣とのバトルでは、ドライビングゲージを最大まで貯めていき、最大時に□ボタンを押すことで召喚獣に「認められる」。ドライビングゲージの貯め方は、召喚獣によって異なっている。
召喚
召喚中は召喚者と召喚獣のみのパーティーで戦うことになる。召喚者のTPゲージがDRIVEゲージに変化し、チェーンを重ねることで増加していく。このゲージ量が多いほど、ドライビングモードに突入した際の総コストが増え、技をたくさん出せる。
召喚中に召喚者のHPが0になった場合は、召喚者にリレイズを使用し、召喚獣は帰還する。
SP（サモンポイント）
召喚獣のHPにあたる数値。敵の攻撃を受けたり、時間の経過で減少し、一定量まで減少するとドライビングモードのゲージもともに減少を始め、SPがゼロになると帰還してしまう。
SPがゼロになる前に、□ボタンを押すとドライビングモードに突入する。
ドライビングモード
ドライビングモードは召喚獣が馬や車に変形し、召喚者を乗せて戦う。
アナログスティックとボタンの組み合わせで攻撃する。技名の横の数値は発動に必要なコストで、技を出すと画面左下の総コストから数値が引かれていく。
ドライビングモード中は、メーターの針が指す赤いゲージが時間の経過で減っていき、ゼロになる前に技を出すとゲージは最大まで戻り、再び減り出す。時間内に技を出せなかったり、残りの総コストがゼロになったりすると召喚獣は自動的にフィニッシュ技を発動して帰還する。
コストとゲージが残っていても手動でフィニッシュ技を発動すると召喚獣は帰還する。
帰還後
味方は死の宣告を除く状態異常を含め全回復する。
溜ったチェーンゲージがリセットされ、ブレイク状態も解除される。

### ロール
従来シリーズのジョブのようなもの。キャラクターの能力や使えるアビリティは、セットしたロールによって変化する。また固有のボーナス効果も得ることができ、パーティ全体に効果を及ぼす。同じロールのキャラクターがいれば、効果がより高まる。ロールのレベルが上昇することでも効果が上がる。
英語版では、大半が兵士の役割にちなんだ名称になっている。
| ロール             | 特徴 |
| ------------------ | --- |
| アタッカー ATK     | 攻撃に特化したロール。主に無属性の攻撃で戦う。チェーンボーナスの持続時間が長いため、ブラスターと合わせることがブレイクする為の基本となる。ボーナス効果は攻撃のダメージが増加する。 |
| ブラスター BLA     | チェーンを繋ぐことを得意とするロール。属性攻撃も得意。チェーンボーナスが大きく上昇するが、持続時間が短い為、アタッカーやジャマーで持続時間を伸ばすのが鉄則である。ボーナス効果はチェーンゲージの増加率が増える。 |
| ディフェンダー DEF | 防御に秀でたロール。挑発などのアビリティも習得する。ボーナス効果は被ダメージが減少する。 |
| ヒーラー HLR       | 回復に特化したロール。攻撃はいっさい行わない。ボーナス効果はアイテム、魔法によるHPの回復量が増加する。 |
| エンハンサー ENH   | パーティー支援用のロール。プロテス、ヘイストなどを習得する。攻撃はいっさい行わない。ボーナス効果は強化効果の継続時間延長。 |
| ジャマー JAM       | 相手の弱体化を行うロール。バイオ、スロウなどを習得する。ダメージを与えることも可能。チェーンボーナスの上昇量、持続時間ともにアタッカーとブラスターの中間にあたるため、パーティーにアタッカーがいない時に持続時間を伸ばす代わりのロールとなる（そんな状態になる時は滅多にない。）ボーナス効果は弱体効果の継続時間延長。 |

### オプティマ
AIで動くパーティーメンバーのロールを変更し、行動を制御するシステム。戦闘中にL1ボタンを押すとオプティマの一覧が表示され、いつでも何回でもチェンジでき、パーティーの戦力と行動パターンを変化させることができる。また、オプティマチェンジしたとき、ATBゲージが最大まで回復する。これは少し時間が経てば何回でも発動する。
オプティマは事前にセットしておいたものの中から選択する。各メンバー（最大3名）のロールを個別に変更することはできないうえ、最大6種類のオプティマしかセットできず、戦況に合ったオプティマを用意しておかないと苦戦を強いられる。

### クリスタリウム
本作の成長システムは、バトルで獲得できるCP（クリスタルポイント）を使い、ステータス上昇やアビリティ取得でロールごとに成長させていく。『FF10』の「スフィア盤」に近いが、クリスタリウムはキャラクターごとに独立しており、自由度は高くない。
配置されているクリスタルの種類は、同じ種類のロールでもキャラクターごとに異なる。盤面は多層構造で、中央のクリスタルにたどり着くとひとつ上層の盤面へ移行できる。また、クリスタリウムにもレベルがあり、基本的に物語の進行で上がる。それにより盤面の増加、ひいては取得できるクリスタルの最大数も増えていく。クリスタリウムレベルは最大でレベル10まで上げられるが、ゲームをクリアしていない場合は最大でレベル9まで上げることができる。
詳細は以下のとおり。
1. まずは成長させたいロールを選択する。
2. 盤面が現れる。盤面上には、パワーラインで繋がれたクリスタルが配置されており、CPを消費することでそのライン上を進んでいく。
3. クリスタルに到達すると、アビリティを身につけたり、ステータスにボーナスを得られたりする。クリスタルは5種類あり、HP・物理攻撃・魔法攻撃のパラメーターの上昇、アビリティ取得、アクセサリ装備可能枠増加、ATBスロット増加、ロールレベルの上昇がある。

### 改造
素材を使って装備品を強化するシステム。装備品は素材を使って改造することで経験値が貯まり、レベルアップすると性能が上がったり、アビリティが付加されたりする。装備品はそれぞれレベルの限界があり、レベルの表示が★になった装備品は特定の素材でアイテムチェンジできる。アイテムチェンジを行うと名前や外見、性能が変わる。アイテムチェンジ後の武器は大抵は限界まで改造した装備品より一時的に性能が落ちるが、さらに改造を重ねることで、もとの装備品を上回る性能になる。
素材
経験値の上昇幅は素材ごとに決まっており、中には経験値ボーナス（＝経験値にかかる倍率、最高で3倍）を減らしてしまう物もある。素材は大きく3つのジャンルに分けられる。
また、素材のジャンルは素材名左のアイコンで確認可能。
機械素材 - 比較的に経験値が高いものの、経験値ボーナスが減少してしまう。ネジのようなアイコン。
生体素材 - 比較的に経験値が低いものの、入手が容易く経験値ボーナスも増加する。ツタのようなアイコン。
鉱石素材 - アイテムチェンジ用の素材。経験値の入手や経験値ボーナスの変化はない。石のようなアイコン。
解体
解体した装備品はなくなってしまうが、代わりに素材を入手できる。中には解体でしか手に入らない素材もある。
また、解体対象のアイテムのレベルによって、入手できるアイテムが増加する場合がある。

### 装備品
本作では装備できるのは武器とアクセサリのみ。これらにアビリティが付加される。
武器
武器はひとつしか装備できないが、敵やロールの特性によって複数の武器を使い分けていくことが可能。キャラクターごとに扱う武器のカテゴリーが決まっており、武器を改造しても変わらない。戦闘中の持ち換えはできない。
アクセサリ
初期は1つのみだが、成長により最大4つ装備できる。改造で性能を向上させることができ、従来の防具のような使い方もできる。
装備アビリティ
装備品に付加されたアビリティ。直接攻撃や魔法の威力を上げるもの、一定条件でATBゲージやTPを回復させるもの、プロテス、ヘイスト、各種属性の強化などのステータス効果を付加させるものなどがある。
連鎖アビリティ
特定の武器とアクセサリを組み合わせることで、特殊なアビリティが付く。

### チョコボ
あるミッションをクリアすると、アルカキルティ大平原のみでチョコボに乗れるようになる。徒歩よりも格段に速く安全に移動できるほか、徒歩では立ち入れない場所にもジャンプで行くことができる。
騎乗中に敵と接触すると、画面左下に表示されている“LIFE”（やる気）がひとつ減る。LIFEがすべてなくなると騎乗不能になる。
LIFEは、敵と接触せずに一定時間走り続ければ回復していく。
また、チョコボは地中に埋もれている宝を捜す能力も持っている。チョコボに乗って移動していると、チョコボの頭上に表示される“!”のアイコンがこの付近にお宝があるという合図。お宝に近づくにつれてアイコンの動きが激しくなる。
チョコボはお宝がある方向に顔を向ける。停止時に限らず向いてくれる。

### 冥碑とミッション
パルスの大地に点在する冥碑からミッションを受け、指定されたモンスターを討伐する。碑に触れることで受諾でき、その際にターゲットになるモンスターやその出没地、難易度などを知ることができる。ターゲットを討伐すると、報酬をもらえる。ミッションは一度クリアした後も繰り返し受けられる。
特定のミッションをクリアすると、休眠中の冥碑が目覚めて別のミッションを受けられるようになる。
特殊な冥碑である「テレポの冥碑」（ミッションをクリアするとワープポイントとして使用可能）、「冥碑の結界」（ミッションをクリアすると封鎖されていたエリアが解禁される）も存在する。

### オートクリップ
メニュー内にあるヘルプや用語辞典などを集約したシステム。自動的に収集され、新しい項目が追加されると画面上に通知がされる。
- 物語 - メインストーリーが進むごとに追加される。
- 13日間 - 物語の発端となる13日間の出来事が徐々に明らかになる。
- 人物、伝説と歴史、地域と施設、聖府と社会 - それぞれキャラクターと用語の解説。
- ファルシ - 作中に登場するさまざまなファルシの解説。
- 断章 - 特定のミッションやサブイベントを行うと追加される、メインストーリーを補完する世界設定。
- Tips - システムの解説。基本操作編・バトル編・フィールド編・メニュー編がある。
- エネミーレポート - 敵を倒したりライブラを使ったりすると追加される。

### 実績、トロフィー
Xbox 360の「実績」（2010年7月に日本語での実績が出現）、プレイステーション3の「トロフィー」、Steamの「実績」システムに対応している。

### ダウンロードコンテンツ
当初はダウンロードコンテンツの配信を予定していたが、ファミ通2010年9月8日発売号のインタビューの中で鳥山求から、技術的な問題により作成そのものが見送られたことが明らかになった。

## インターナショナル
2010年7月ごろにXbox 360版の実績が日本語化されたあと、同年12月16日に日本国内でXbox 360版『ファイナルファンタジーXIII アルティメット ヒッツ インターナショナル』（FINAL FANTASY XIII ULTIMATE HITS INTERNATIONAL）が発売された。PS3版との変更点は下記のとおり。
- DVD3枚組に変更
- 戦闘バランスを見直したイージーモードの追加
- キャラクターボイスが英語音声に変更、字幕に英語・欧州言語を追加
- 戦闘時の味方AIの思考ルーチンの改善
- オチュー系の敵への奇襲攻撃が不可能に
- 購入特典として、設定資料とエンディング後の後日談を描いた小説が掲載された小冊子を追加

イージーモードはノーマルモードと比べて、以下の変更点がある。
- 雑魚敵のHPが低下
- ブレイクゲージの上昇率が大幅向上
- 通常ドロップアイテムの獲得率が大幅向上
- レアドロップアイテムの獲得率が大幅減少
- 死の宣告発動中の制限時間が延長
- 召喚獣とのバトルにおいて、ドライブゲージの上昇率が向上
- 召喚獣を召喚時、召喚獣のドライブゲージ量が増加

ノーマルモードとイージーモードはメニュー画面でいつでも任意に変更可能。
北瀬佳範と鳥山求はマルチ化の発表以降に「これは、ユーザーを困惑させてしまうだけなのではっきりと言いますが、日本国内でXbox360版を出すことはありません」（北瀬）、「それはありません。絶対に出ないです」（鳥山）と断言していたが、後にXbox 360の新型発売などで情勢が変化し、日本でのXbox 360の普及率が伸びていることと、発売を要望するユーザーの声が多く寄せられていることを理由に、方針を変更して日本でも発売することを決めたと、ファミ通Xbox360でのインタビュー記事で語っている。現時点ではインターナショナル版のPS3版の発売予定はないが、2011年7月21日にPS3版にもアップデート配信により、イージーモードが追加された。

## ストーリー
世界は魔獣が闊歩する広大な地上世界「グラン=パルス」と、その上空に浮かび、超常的な存在「ファルシ」達によって支えられる巨大な球状の世界「コクーン」の2つに分かれており、二つの世界は互いに忌み嫌っていた。コクーンはグラン=パルスを「外界（パルス）」と呼び蔑み、グラン=パルスの人々もコクーンを「空に浮かぶ悪魔（リンゼ）の巣窟」と呼び、数百年前に2つの世界は「黙示戦争」を起こした。
その黙示戦争以来、コクーンは外敵を寄せ付けず繁栄を保っていた。ある日、コクーン内部に隠されていたパルスの異跡が発掘され、その中に眠っていたパルスのファルシによって、主人公ライトニングの妹のセラがルシに変えられてしまう。ルシとは、ファルシによって使命を与えられた者のことであり、使命を果たせなければ「シ骸」という魔物にされ、使命を果たしたとしてもクリスタルと化す運命にある。
パルスに極度の恐怖を抱く市民感情を鑑み、聖府は「パージ政策」によって、パルスに関わったと思われる人々をパルスに「追放」しようとする。ライトニング、セラの婚約者スノウ、聖府のルシにされた息子を救おうとするサッズ、戦いに巻き込まれたホープとヴァニラの5名は、ファルシ=アニマを倒すため異跡に乗り込むが、倒すと同時にルシに変えられ、魔獣ラグナロクとコクーンのビジョンを見る。
クリスタルとなったセラを守ろうとするスノウを残し、ライトニングとホープは聖府のファルシ打倒のため首都を目指す。そして、サッズとヴァニラは使命を拒絶し逃避行に出るが、やがてそれぞれの悩み、葛藤を経て、「コクーンを守る」という目的を一致させる。ファルシの言いなりとなっている聖府打倒を目指すシド率いる騎兵隊と、ヴァニラの仲間のファングの協力を得て、ライトニングたちは聖府に乗り込む。
しかし、聖府のトップであるダイスリーの正体が、実はバルトアンデルスというファルシであり、ライトニングたちの「コクーンの破壊」を影で支援していたことが明かされる。彼の目的は、コクーンを破壊し人類を生贄にして「門」を開き、かつて人類とファルシを生み出した「神」を呼び戻して世界を再創造することだった。そしてコクーンも、門を開くために必要な人間を「養殖」するために作られたものだと明かされる。
パルスへと落ちたライトニングたちは、ルシの運命を変える方法を求めて、ヴァニラとファングの故郷ヲルバ郷へと向かう。そこで黙示戦争でコクーンと戦ったのはヴァニラとファングであることを知る。運命を変える方法が見つからないまま、バルトアンデルスから今度は騎兵隊を利用してコクーンを破壊することを告げられる。罠と知りつつも6人は再びコクーンへと向かう。
ライトニングたちはバルトアンデルスを倒すが、コクーンの根幹であるファルシ=オーファンが目覚め全滅する。しかし、運命は変えられると希望を信じ、再び立ち上がったライトニング達は遂にオーファンを討つ。オーファンを失ったコクーンはパルスへと落下を始めるが、ファングとヴァニラは魔獣ラグナロクへと変身しコクーンを受け止め、さらに巨大なクリスタルの柱となって落下を止めた。コクーンの人々は救われ、グラン=パルスの大地へ降り立つ。
クリスタルから復活したセラとドッジを迎え、物語は終結する。

## 舞台背景・用語
天空に浮かぶ世界「コクーン」と、その下に広がる「異境大陸グラン＝パルス」の二つが舞台となっている。
ファルシ (fal'Cie)
クリスタルを力の源とする超常の存在。世界を創造した神が作り出した、いわば「神の機械」であり、その姿は神が与えた使命と機能に沿ってみずから姿を形成したもの。食糧生産や天候制御など各々の役割を拒むことなく行う。ファルシは各々に与えられた役割以外を行うことは不可能。コクーンの人々にさまざまな恩恵を与えている身近な存在であるが、その詳しい正体は不明である。コクーンには大小合わせておよそ800万ものファルシが存在し、政治に介入するファルシ＝エデンや、エウリーデのファルシ＝クジャタのようにその荘厳な姿から観光名所になっているものもある。
劇中、さまざまな姿や役目をもったファルシが登場するが、大きく分けると、コクーンの人々の生活を支える「聖府（コクーン）系」と、グラン＝パルスを開拓する「下界（パルス）系」の二種類が存在し、聖府系のファルシは邪神リンゼに、下界系のファルシは大神パルスによって創造された。どちらも共通してみずからを生み出した「神の世界へと至る門」を求めており、聖府系のファルシはコクーンの人々を皆殺しにし、その魂を使って「門」を開こうと考え、下界系のファルシは人々から開拓としか思われない方法で「門」を探している。それぞれ階級のようなものがあり、下位のファルシは上位のファルシには逆らえない。物語の中でバルトアンデルスがコクーンを滅ぼすのに下界のファルシやルシを利用するという遠回しな方法を取ったのは、聖府系ファルシやそのルシは、このルール上、最上位であるオーファンを攻撃できないため。
ファルシの名前はおおむね歴代「FFシリーズ」の召喚獣を由来としている。劇中での正式名称はファルシ＝○○（個別の名前）となっている。
聖府系ファルシ
邪神リンゼによって作られたファルシたち。コクーンの管理とそこに住まう人々の保護を使命としており、体の一部に人の顔が埋め込まれているのが特徴。その総数は800万に上るといわれており、コクーンの人々はファルシ＝エデンがそれらを統括していると思い込んでいるが、実際はエデンを含めたすべてのファルシにエネルギーを供給するファルシ＝オーファンが頂点であり、オーファン以外のファルシたちをバルトアンデルスが支配している。彼らの真の目的は人間の“保護”ではなく“養殖”であり、最終的には数千万ものコクーン市民を皆殺しにし、その魂を神（リンゼ）のいる不可視世界に一度に送り込むことで不可視世界の“門”を開こうとしている。
エデン
コクーンの全ファルシを制御している三位一体のファルシ。聖府に助言を与えるなど政治にも加わっている。
フェニックス
エデンに近いコクーン中天に位置し、コクーン全体に熱と光を提供している太陽のような存在。それ以外にもコクーンの気象そのものを司っており、天候を制御するファルシの最上位に当たる。
カーバンクル
パルムポルムの食糧生産プラントを管理している。中央の巨大なクリスタル両側に人の顔を形どった二枚の羽があり、一見すると巨大な蝶のような姿をしている。
クジャタ
エウリーデ峡谷のエネルギープラントを制御している。姿が見える所にいるということもあって観光名物としても親しまれている。
ミネルヴァ
ダイスリーが従えているフクロウで、翼にはコクーン系ファルシの紋様と胸には人面が付いている。ダイスリーに代わってルシ一行の行動を監視している。飛空艇に変身する能力を持っており、バルトアンデルスの思惑でライトニングたちを助けることもある。
バルトアンデルス
コクーンを創造したファルシ。さまざまな姿に変態が可能。行動不能なオーファンのしもべのような存在で、コクーンを創造しておきながら破壊を望んだり、アニマの眠る異跡を引き上げたりと、裏で神の復活のための計画を進めている。作中でも主人公らに「私の手によって導かれた」と語る。
オーファン
声 - 下野紘 / Michael Sinterniklaas（男声）、園崎未恵 / Julia Fletcher（女声）
ファルシ＝エデンの中枢に存在し、強大な力でエデンを支えることによってコクーンを支える。みずからが滅ぼされることによる神の復活を願っており、ほかのファルシを利用してルシによる自身の機能停止＝エデンの機能停止によるコクーン全体の崩壊を導くように仕向けている。
下界系ファルシ
大神パルスによって創造されたファルシたち。総じて獣のような姿をしているのが特徴。聖府系のファルシとは違い、グラン＝パルスの人々を積極的には支援せず、逆にそれぞれの目的のために次々とルシに変え、使い捨ててきた。そのせいでグラン＝パルスからは人々の姿は消え、代わりにシ骸や冥碑が跋扈している。聖府系ファルシが人間の大量死によって神の世界の“門”を開こうとしているのに対し、下界系のファルシは“門”はグラン＝パルスのどこかにあると考えており、それぞれの領域で“門”を探しているが、パルスの人々は開拓だと信じていた。また、世界の“外”からの侵攻に備え、無数のアークを建造した。
アニマ
ライトニングらをルシに変えた、物語の初めに登場する下界のファルシ。かつてはパルスのヲルバ郷付近にあり、ヲルバ郷の人々からは守護神として崇められていたが、グラン＝パルスから物資を略奪していくコクーンに怒り、ファングやヴァニラを含めた大勢のルシたちにコクーンの破壊を命じ、黙示戦争を引き起こす。女神エトロに強制的に眠りに付かされ、その間、バルトアンデルスによって、コクーンを修復するための機材に紛れて意図的にコクーンに引き上げられ、以来ボーダムの名物として親しまれてきた。600年もの間ボーダム異跡で眠っていたが、物語開始の13日前に覚醒した。ルシに魔物を退治させることによって“門”の手がかりを得ようと考えていた。
ビスマルク
グラン＝パルスのスーリヤ湖を守護しているクジラのようなファルシ。湖に侵入した者は容赦なく排除しようとするが、自らは決して手を下さない狡猾さも併せ持つ。その使命は水の浸食作用による土地の開拓だと言われているが、実際は水脈や水流の侵食を利用して大地を切り開くことによって“門”を探しているに過ぎない。
アトモス
ひたすらグラン＝パルスの地下を掘り続けており、広大な大地をひたすら掘り進めることにより領土を拡大しているといわれているが、実際は地中にあるかもしれない神へと至る“門”を探している。何故か内部に入ることができ、作中では移動手段としても利用する。
ダハーカ
テージンタワーに棲み着いているファルシ。数珠を思わせるような姿から、かつては大神パルスのアクセサリだったと言われている。“門”を探して常にグラン＝パルスの空を飛行している。住処であるテージンタワーに侵入してきた者に対しては火球などで容赦なく排除しようとする。ドラゴンを思わせる素顔の上に、醜悪な仮面をつけている。なお、ダハーカがテージンタワーを住み家としているのは、塔の動力炉からエネルギーを得ているためである。
タイタン
巨人の姿をしたファルシ。パルス系ファルシの中ではもっともよく目にするファルシであり、アルカキルティ大平原の向こうを悠然と歩いていく姿が見られる。ミッションで多くの試練をプレイヤーに課してくるが、直接戦うことははない。増えすぎた種を食らうことにより数を調整し、またそれを元に別の種を生み出すことによりグラン＝パルスの生態を調整し、“門”へと至る手がかりを得ようとしている。ファングいわく「何でも食べる大食い」。
“理想郷”コクーン (Cocoon)
地表の面積が現実のアメリカ大陸ほどの広さを誇る球状の世界。グラン＝パルスの上空に浮かんでいる。通常の惑星とは異なり、地表は外殻の内側にある（地平線が上にせりあがっているように見える）。首都エデンはコクーンの中天に位置している。人知を超えた存在「ファルシ」が下界の脅威から人類を救うために創造したと言われている。外界から閉ざされた世界で人口は数千万人に上り、聖府の管理によって繁栄を遂げてきた。
エデン
聖府の全機関が集中する中枢であり、コクーンの首都。セントラルタワー議事堂にはコクーン内にあるすべての「聖府のファルシ」を制御している「ファルシ＝エデン」が鎮座しており、エデンという名もファルシ＝エデンに由来する。
商業都市パルムポルム
ホープの実家がある都市。『XIII』の世界において、買い物の主流は物質転送技術を基盤とした通信販売であるにもかかわらず、あえて商品を直に手にとって選定する露店街として連日賑わいを見せていたが、ライトニングたちが来たときはPSICOMのルシ捕獲作戦によりその様子を見ることはできない。地下ではファルシ＝カーバンクルが食料の生産・管理を行っている。
臨海都市ボーダム
ライトニングやスノウが暮らしている海に面した都市。物語の発端となった「ボーダム異跡」がそびえ立っている。毎年花火大会が行われ、花火に祈ると願いが叶うと言う言い伝えもあり、コクーン中の都市から観光客が訪れる。皮肉にもその花火大会の日にパルスのファルシが発見され、当時ボーダムにいた多くの住民と観光客がパージの対象となった。
封鎖区画ハングドエッジ
コクーンの外殻に近い、封鎖された無人区画。かつては人が住んでいたが、黙示戦争の際にパルスのルシの攻撃を受け、その被害が大きかったことから再建はされずに封鎖された。聖府はパージ対象者を列車に乗せてこの区画へ運び、全員抹殺するという計画「パージ政策」を企てていた。
ビルジ湖
ハングド・エッジの真下の区画に位置する湖。ファルシ＝アニマの魔力の影響で全面が結晶化し、凍りついたかのようになっている。波打ったまま結晶化しているその風景はまるで時が止まったかのような錯覚を起こし、またその関係でいたるところに巨大な渓谷を形成している。
エウリーデ峡谷
コクーンでも随一の観光スポットで、マグマが吹き上がる火山の頂上ではコクーンのエネルギー管理を使命とするファルシ＝クジャタが鎮座している。回想場面に登場するのみで、プレイヤーが実際に訪れることはできない。
ヴァイルピークス
コクーンの辺境地域の一角。コクーンが創建された際に余った廃棄物の山によって構成されている。ごみに混ざって下界の兵器やモンスターが徘徊する危険地域となっている。そのため、警備軍による訓練の一環として、これらの駆除活動が行われている。
ガプラ樹林
森全体が聖府軍の生体兵器の実験場となっている。管理自体は警備軍の森林警備大隊が行っているが、生体兵器の実験自体はPSICOM主導で行われている。
サンレス水郷
コクーンにおいては数少ない自然環境保全地区。通常一般の立ち入りは禁止されているが、見学会の開催などは行われている。ファルシによって気候が管理されており、区域内の端末システムからファルシにアクセスすることで天候を変えることが可能。また、天候によって姿を見せる生物が違うため、聖府による生態調査も行われている。
歓楽都市ノーチラス
「夢の街」の異名を持つコクーン随一の観光施設。毎夜行われる黙示戦争をモチーフにしたホログラムによる演出が人気で、架空の召喚獣も登場する。また街の中にはノーチラスパークと呼ばれる巨大な遊園地が存在し、チョコボ広場や魔王城など数多くのアトラクションがある。
フィフス・アーク
聖府でさえ存在を掴めていない、首都エデンの奥に存在する異跡。アークとはパルスの軍事施設を意味し、フィフス・アークは第5のアークということになるが、コクーンにその他のアークが存在しているかは定かではない。内部には多くのパルスの兵器が眠っており、侵入者を感知すると兵器が起動し襲ってくる。またルシの力を目覚めさせる力があり、ライトニングたちのルシとしての能力を強化してしまった。
“外なる下界”グラン＝パルス (Gran Pulse)
コクーンの外に広がる広大な地上世界。自然が豊富な土地だが凶暴なモンスターも蔓延っている。人が住んでいるかどうかは明らかでないが、都市の廃墟など居住した痕跡はある。コクーンの人々は蔑む意味合いで「下界（パルス）」と呼び、パルスの人々は大自然を築いた神々への感謝を込めて「グラン＝パルス（大神パルスの地）」と呼ぶ。また、コクーンがパルスを恐れていたように、グラン＝パルスの人々もコクーンを「空に浮かぶ悪魔（リンゼ）の巣窟」と称して恐れていた。
アルカキルティ大平原
見晴らしのいい広大な草原地帯。障害物がほとんどないためモンスター同士の争いが起きやすい。そのため、そこで生き残っているモンスターのほとんどは強敵で、雄大な景色とは裏腹に危険な地域である。
メディア渓谷
ライトニングたちがグラン＝パルスで最初に降り立った場所。地殻変動と浸食作用で深い渓谷を形成しており、そこにはかつての文明の機械類が点在している。
ヤシャス山
大平原南部から続く、高原や断崖が入り組んだ複雑な山岳地帯。最南部にはかつて人が住んでいたと思われるシ骸の巣窟・亡都パドラが存在する。
マハーバラ坑道
ファルシ＝アトモスによって掘られた巨大な穴を人間の手によって整備したもの。しかし人間の姿が消えた今となっては、整備用ロボットと監視用ロボットが徘徊するのみの道となっている。また坑道を進んでいくと轟音とともに未だに新たな道を掘り続けるアトモスを見かけることがある。
スーリヤ湖
地下に広がる美しい地底湖。独自の進化を遂げた幻想的な発光植物がいたるところに見られる。湖の番人としてファルシ＝ビスマルクが水中に潜っており、湖面に近づいた侵入者を情け容赦なく襲う。
テージンタワー
スーリヤ湖の北に位置する巨塔。太古の時代、ファルシたちが空にも生活圏を拡大しようとして建てたものという説があるが定かではない。今となっては塔の中間から上部は折れるように倒れており、下層部もファルシ＝ダハーカの住処となっている。内部には意思を持った巨像が鎮座しており、現在はファルシ＝ダハーカによって封印されているが、本来はグラン＝パルス全体の平和を守る守護神ともいえる存在。
ヲルバ郷
ヴァニラとファングの故郷。昔は緑に囲まれた豊かな村だったといわれるが、現在は散華したクリスタルの粒子が蓄積して生まれた白い砂漠に浸食され、その面影をみることはできない。人が住んでいた形跡が見られるが、現在は廃墟となり、住民とおぼしきシ骸が徘徊している。
聖府 (Sanctum)
コクーンを管理・統轄する機関で、立法、行政、司法に関するあらゆる機関が集結しているほか、巨大な飛空艇や戦闘機械など、高い軍事力を有している。コクーンの繁栄と安定を望んでおり、下界のファルシの影響を受けたと思われる住人を大量に拘引し、パージと呼ばれるパルスへの強制移住を敢行する。
クリスタル
さまざまな機械や生物を生み出す存在。それによりコクーンは守護されている。平和の象徴でもあるクリスタルは人を選び、宿命を与え、その意に従わせて世界を導いていた。
ルシ (l'Cie)
ファルシによって選ばれ、烙印とともに使命を与えられた者たちの総称。ルシは使命を果たせなければシ骸という魔物になり、反対に使命を果たしたとしてもクリスタルと化すため、コクーン市民にとってルシ化することは死と同義とされている。またルシに選ばれた者は使命を果たすための手助けとしてファルシから魔法を操る力を与えられる。聖府のルシは人々から救世主とされ、逆に下界のルシは人々から呪われた者として恐れられる。永らく、ルシは表向きには出現しなかったため、人々は昔の話、あるいはおとぎ話の世界のことだと信じていた。
ファルシは本来与えられた役割以外には人間をルシにすることしかできない。その為ファルシは人間の強い思いにより生まれる無限の力を借りたいがためにルシを選ぶとオーファンにより語られている。
呪われたルシを救う存在 (Salvation of the ill-fated l'Cie)
従来シリーズにおける召喚獣のこと。ルシが心の壁を乗り越えようとするときや、信念が揺らいだときに現われ、対峙する召喚獣に「認められた」者はその召喚獣を呼び寄せ力を行使できる。召喚獣はルシが烙印から生成するクリスタルから召喚されるが、限られたルシの前にしかその姿を現さない。また召喚獣は例外なくルシを襲うことから、死によってルシを救済しようとしているという伝説もあるが、むしろその逆でルシの前に立ちはだかり、苦難を乗り越え生への渇望を促すべく現れるのではないかと主人公らによって語られる。ノーチラスのファンタジーパレードに出てくるカーバンクルやセイレーンは本物の召喚獣ではなく、コクーンのおとぎ話に出てくる召喚獣のイメージ。
シ骸 (Cie'th)
期間内に使命を果たせない、または烙印（烙印の詳細は下記参照）の「目」に当たる部分が完全に開くとルシは絶望に心が閉じたままシ骸という魔物になり果てる。シ骸は長い年月をかけて姿を変容させ、最終的には力尽き冥碑へと変化する。
ファルシが聖府（コクーン）系と下界（パルス）系の二種類に分かれているように、シ骸も同様に聖府系と下界系に分かれており、下界系が暗い色でごつごつとした岩のような外見が特徴であるが、聖府系は純白の曲線的な水晶を思わせる姿を持つ。数、バリエーションともに下界系のシ骸が圧倒的に多い。
シ骸はおもに、歩行型、飛行型、特殊型、死将の4つに分類される。一般的なモンスターとして登場するシ骸には、それぞれ「ガスト」「グール」などアンデッド系モンスターの名称がついているが、死将には古代ヨーロッパの王や英雄の名前が付いている。
六死将（ろくししょう）
ファルシに従う運命を呪い、あらゆる生命を憎みぬく、強大なシ骸である死将のなかでも、とりわけ強大な力を持つ6体の総称。一般的なシ骸の比ではないほど強大な力をもつ。おもにミッションで戦うこととなる。なお、テージンタワーの巨像たちが気にしていた「さ迷える魔」とは六死将のこと。
ビトゥイトス
「亡都の侵略者」の異名を持つ六死将の一柱。亡都パドラを根城として戦争の惨禍から奇跡的に生き残った各地の集落を襲撃しており、討伐を命じられたルシの故郷も滅ぼされたという。ミッション07のターゲット。
ガイセリック
あらゆるシ骸の中で最大の大きさを誇る六死将の一柱。「暴虐なる破壊者」の異名のとおり、格下のシ骸を引き連れて各地を暴れ回り、通った跡にはどんな生命も残らないという非常に凶悪な死将。討伐を命じられたルシによれば、人間であったころは彼の友人であり、虫も殺せない男だったらしい。ミッション12のターゲット。
ミトリダテス
テージンタワーに住み着いている六死将の一柱。人間時代は音楽をこよなく愛していたため、付いた異名は「隠棲の独唱者」。ある特定の条件を果たすとおびき出すことができる。ミッション27のターゲット。
シュファクス
六死将の一柱。マハーバラ坑道の“忘れ去られた廃坑”の奥にあるシ骸の巣窟に住み着いている。「狡猾なる首魁」の異名の通りヌミダエという小型の死将を多数引き連れており、これを計26体倒さなければ戦えず、また戦闘中も最限なく出現させてくる。ミッション30のターゲット。
ゼノビア
討伐を命じられたルシの遠い先祖である六死将の一柱。「災禍の殺戮者」の異名をもつ。身内の罪を償うため、彼の祖父と父親もゼノビアの討伐を命じられ、殺されたという。ミッション34の本来のターゲットであるが、イベント上戦うことができない（ゲーム内ではトンベリと戦うことになる）。
スパルタクス
万物を断ち切る剣をもつ六死将の一柱。ファルシ＝タイタンの最後の試練「空色の真如」（ミッション51）の現れる。六死将の中で唯一剣をもっているため、「凶刃の死将」と呼ばれている。戦闘中、剣を折られても新たに持ちかえ、より強力な攻撃を繰り出してくる。またチェーン耐性が非常に高く、長期戦になりやすい。
ウェルキンゲトリクス
あらゆるシ骸の頂点に立ち、六死将を率いる最凶の死将であり、ラストミッション「再臨の死将・亡都に新生せし翼」（ミッション64）のターゲット。太古の昔、とあるルシによって一度は倒され、亡都パドラで冥碑と化していたがさらなる力を得て復活した。凄まじい戦闘能力を誇り、攻撃、防御、回復ともに付け入る隙がなく、特殊な戦法を用いなければ歯が立たない。さらにダメージを受けると翼の数が増え、その度により強力になる。
なお、初めてミッション64の冥碑を調べると、魔獣ラグナロクに関する伝承が聞ける。
冥碑（めいひ）
使命を果たせずシ骸になったルシが長い年月をかけて彷迷い、石化した姿。中央に象られた女性の像は女神エトロを模したもの、グラン＝パルスの各地に点在している。石と化しても心を覆った絶望と無念は消えることはなく、彼らは自身の使命を代行してくれるルシを、永遠に待ち続けている。
ヴィジョン
ファルシがルシに使命を伝える手段で、ルシになった者だけが視られる。ヴィジョンの内容は明確ではなく、その意味は視た者の解釈に委ねられる。
ライトニングらの観たヴィジョンは、漠然とラグナロクの描写が投影されるばかりで、使命の解釈、特定は困難を極めた。
ルシの烙印（しるし）
ファルシによって選ばれた証。ルシの体の一部に出現し、どの部位に出現するかはルシによって異なる。矢印をいくつも組み合わせたような複雑な模様。ルシが心理的ショックを受ける、または心理状態が不安定になる度に矢印が増えて、最終的に目玉が現れ、目が完全に開くとシ骸になる。中にはルシにされたショックと絶望により、瞬時にシ骸へと変貌する例もあるという。烙印が出現してから目が完全に開くまで、およそ13段階あるとされる。
烙印を与えられてからシ骸になるまでの時間には個人差があり、与えられた使命の難易度によって制限時間が変わってくるのだが、ファルシがその気になれば使命を与えることもなく、ルシにした瞬間にシ骸にすることも可能。ただし何かしら強い信念を持っていれば、烙印の矢印は増えず、シ骸になる事はない。
またファングのような白色の烙印は、使命を果たさずにシ骸化したルシ、あるいは間接的に使命を果たした結果クリスタルとなったルシが、再び人間の姿に戻った際に現れる印である。烙印の進行がないためにシ骸になることはない。それでもルシの力は行使できるうえに召喚獣も呼び出すことができる。
烙印による束縛が消えてもなおルシの力を行使できる者は役に立たないという意で、ファングは“壊れたルシ”と自虐していた。
ノラ (Nora)
スノウをリーダーとする組織。構成員はおもにボーダムの施設で育った者たちや、リーダーであるスノウを慕う者たち、聖府の管理に縛られたくない自由を求める若者たちの集団。厳密に組織化されたものではなく、コクーン辺境の水辺の町ボーダムを拠点にモンスター退治などをして気ままに生活していた。この行為に対し、聖府警備軍からは快く思われていなかったが、警備軍のアモダ曹長の親切心により毎度注意のみで済まされている。あるとき、パルスの影響を受けたとされ町自体が追放されることになったのをきっかけに聖府への抵抗を開始する。名前の由来は、日本語版では「野良」、英語版では"No Obligations, Rules, or Authority."の頭字語から。
警備軍
各地に支部を持ち配属された治安部隊。聖府直属の軍隊であるPSICOMとは異なり「地域密着型」であり市民からの信頼が厚いのが特徴。おもの魔物の討伐、治安関連の仕事を行うため戦闘慣れしており、兵としての実力はPSICOMより上と言われる。
PSICOM（サイコム）
聖府軍の公安情報司令部。聖府直属の特務機関で、エリートのみで構成される少数の精鋭部隊。警備軍同様聖府の機関ではあるが、警備軍よりも高度な任務を遂行するため、強力な兵器をいくつも所有している。下界の脅威からコクーンを守ることが任務。しかし、下界との戦争は何百年も行われていないので、実際は大部分が警備兵よりも弱く、素人が高価な武器を持て余しているだけである。ただしライトニングの言によれば、上層部に位置する者は化け物じみた戦闘能力を秘めているらしい。
騎兵隊
シド・レインズが率いるコクーン警備軍空挺部隊。正式名称は「広域即応旅団」。大型の兵器などをほぼ所有していない警備軍には珍しく、母艦となる巨大空母飛空艇「リンドブルム」を保有している。空を自由に行動できる機動力があり、遊軍的な部隊となっている。レインズの人格を慕い、「人間の手によるコクーンの自由な統治」を理想として集まった腕利きたちを中心に構成されている。
ファルシ政権
エデンのファルシは市民による政治を監督する立場で、聖府代表に助言などを行う。一般市民は聖府とファルシを信頼しているが、聖府内には長く続いたファルシ政権による歪みや軋轢があったり、ファルシが政治に関わることを反発する者もいたりする。
パージ (Purge)
聖府の政策。表向きには「下界の影響を受けたとされるものを下界へ強制的に移住させる」というものだが、その実態は結果的にコクーンの害となるものを取り除くという目的のもとに行われる抹殺であり、移住というのはあくまで建前に過ぎない。ファルシやルシに直接遭遇した者のみならず、同じ地区に居ただけで対象となる。よって、パージは聖府の独断ではなく民意からきているもので、下界のファルシ・ルシに対する極度の恐怖を抱いていることが想定できる。なお、聖府軍関係者（警備軍およびPSICOM隊員）はパージが免除される。
異跡
ファルシがコクーンを整備したり、補修したりするためにパルスから引き上げた旧建造物などの総称。もとからコクーンにある古い建造物は「遺跡」「遺構」と呼ばれ、区別されている。
黙示戦争
数百年前に勃発したコクーン対パルスの戦争。双方のファルシがルシを選び、代理戦争を繰り広げた。コクーンの外殻に空いている巨大な穴はこの戦争でパルス側のルシによるもので、結果的にコクーンが勝ったが、それ以来パルスのファルシはコクーンを憎むようになった。黙示とはコクーンのファルシが最後まで戦争の全容を大衆に明かさなかったことが由来となっている。黙示戦争以降、コクーンがパルスに、パルスがコクーンに抱いた「いずれ必ず侵攻してくる」という考えが抑止力となり、それ以来コクーンとパルスのあいだで戦争は起こっていない。
その真相は、グラン＝パルスから物資を略奪していくコクーンに激怒したファルシ＝アニマが配下のルシたちにコクーン破壊を命じたことによって始まった。コクーン側のファルシであるバルトアンデルスの真の目的もコクーンの破壊であったが、この時は「門を開くには人間の数が充分ではない」と考え、ルシたちに防衛させた。魔獣ラグナロクの出現によってコクーンは傷付き、パルス側が勝利するかに見えたが、女神エトロによってラグナロクはもとの人間の姿に戻されたうえでクリスタルに変えられ、主導したアニマもろとも眠りにつかされることによって、なし崩し的に戦争は終結した。
魔獣ラグナロク
ライトニングたちがヴィジョンで視た謎の魔獣。コクーン外殻の巨大な穴は黙示戦争の際にラグナロクによって開けられたものだった。

## 登場キャラクター

### メインキャラクター

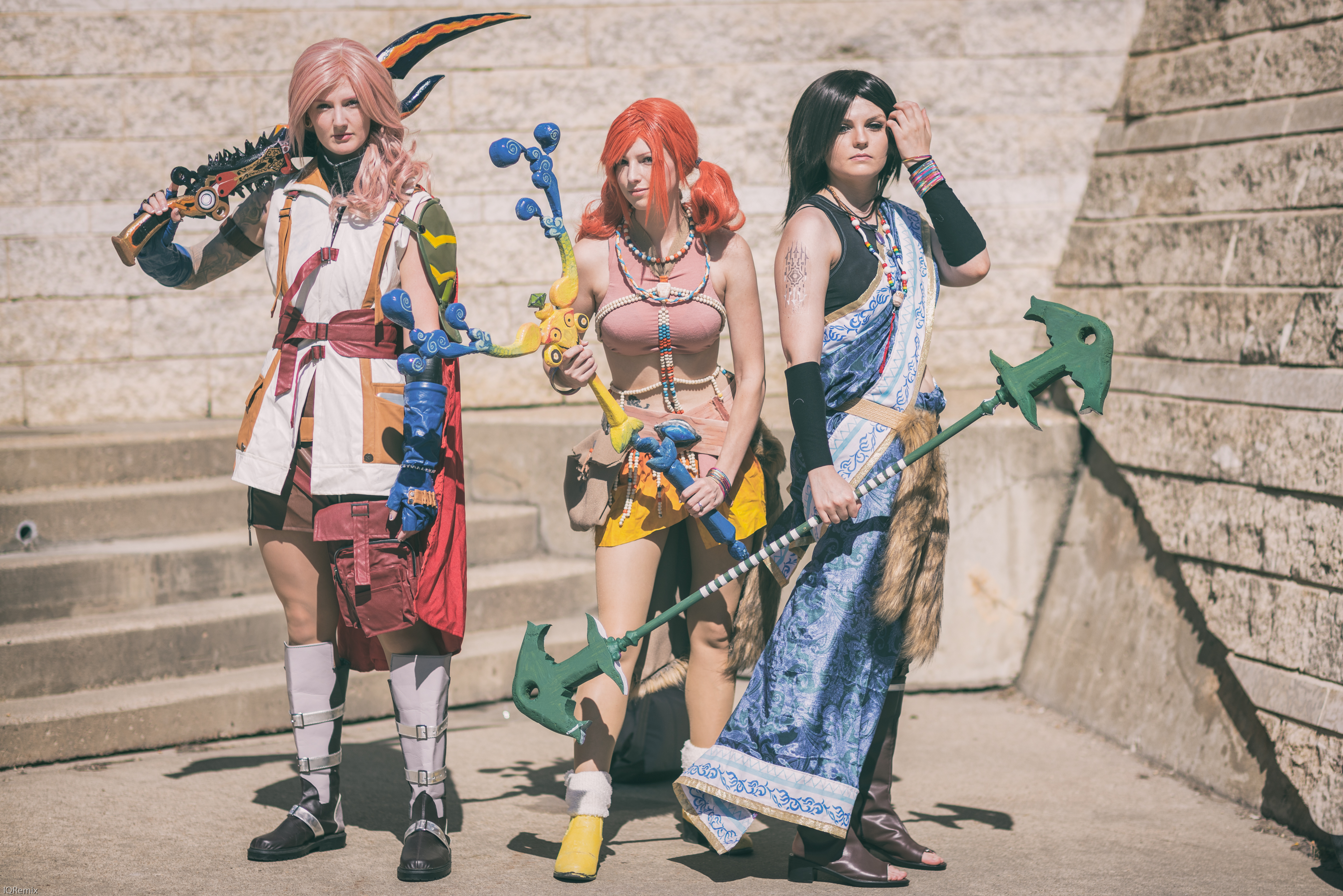
『FINAL FANTASY XIII』の登場キャラクターのコスプレ。左からライトニング、ヴァニラ、ファング。

メンバーは全員、魔法などの特殊な力を行使できる「ルシ」と呼ばれる存在である（一部を除き物語の過程で「ルシ」にされてしまう）。理不尽な状況下に置かれ、あくまで成り行きで行動を共にしているため最初はメンバーの仲は良くない（特にライトニングとスノウ、スノウとホープの関係）が、真実が明かされていくと同時にメンバー達も精神的に成長を遂げ相互理解によって団結していく。
ライトニング （Lightning） / エクレール・ファロン (Éclair Farron)
声：坂本真綾；アリ・ヒリス / モーションアクター：中島菜穂
女性 / 召喚獣：オーディン / ドライビングモード：白馬 / クリスタルの形状：薔薇 / 固有アビリティ：シーンドライブ（BLA）
本作の主人公。年齢は21歳。身長は171cm。バストサイズはDカップ。一人称は「私」。二人称は「おまえ」である。
左胸にルシの烙印をもつ。冷静で一度決めたことは最後まで貫き通すことを信条としている性格。妹のセラに対してはやや過保護なところがあり、15歳の時に両親を失い、唯一の身内となってからは「妹を守れる大人になりたい」という意思から、本名を封じて「ライトニング」を名乗り、自身と妹を養うため聖府軍に志願入隊する。軍内では軍曹となったが、事実上脱退する。
若くして両親を失った経緯より、誰にも頼らず生活する必要性に迫られたため、良く言えば自立心が高く、悪く言えば誰にも心を開けないでいる。ときには軍に入隊した目的すら忘れ仕事に没頭するばかりに、結果として守るべき妹を軽んじることもあった。妹がルシになったのは自分が気を遣ってやれなかったせいだと思っており、強く責任を感じている。良くも悪くもぶっきらぼうな性格で口調が比較的悪いのが特徴である。
聖府軍時代は警備軍「ボーダム治安連隊」に所属する軍曹であったが、セラを救うため自主退役し、パージに志願して列車に乗り込む。ハングドエッジで聖府軍 （PSICOM） の手から人々を逃がしたあと、異跡に向かいファルシからセラを救うはずが、意図せずファルシに選ばれたことで追われる身となる。ルシの使命を背負ったセラと、彼女を救おうとするスノウの愚直さから目を背けて戦う事に逃げていたうえ、自身の性格上、特に自身にについてくるホープを足手まといとして強く突き放し、大変だった状況とはいえ彼女に頼るホープに邪魔をするならお前も敵だなどと暴言を吐く部分もあったが、それでも付いてくるホープを見ることで改心し、以後、他の仲間にも積極的に頼ったり協力するようになる。道中、ホープのさりげない言葉により、ファルシに飼われていた自身の奥底に芽生えていた絶望に気付き、希望を見失うものの、セラを取り戻せる可能性と自身の心の弱さに向き合い、仲間たちとともに運命に立ち向かう道を選ぶ。スノウのことも行動するうちに彼を少しずつではあるが認めるようになる。ファングとは行動をともにしたこと、ライトニングにとってのセラと同じように彼女にもヴァニラという守るべき存在があること、彼女によって道を示してもらったことなどからかほかのメンバーよりも打ち解け、重要な場面では互いに協力し合う。
基本的な戦闘スタイルは剣と銃の複合武器を用いた格闘戦で、特別仕様の武器を支給されていた経歴があるなど、秀でた戦闘能力を持っている。軍内でも優秀な者のみに支給される擬似重力魔法発生装置「グラビティ・ギア」を操るが、本編中では一度故障し使用不能になる。ただし修理された終盤に習得する専用技、シーンドライブを使用すると重力を操る連続攻撃を見ることが可能。
なお、本編中に一度だけライトニングを「雷光」で表記する。
『ファイナルファンタジーXIII-2』では、主要人物である立場として登場し、ヴァルハラにおり女神の騎士となり神に近づいた人物となっており、服装も無印『XIII』と変化している。セラたちの世界では彼女は死亡したことになっている。
『ライトニング リターンズ ファイナルファンタジーXIII』では、再度主人公に復帰する。前作XIII-2のエンディングから500年後の世界で、「解放者」として人々の魂を救済するという設定である。こちらも無印『XIII』『XIII-2』とは基本衣装の服装は違う。
『ファイナルファンタジー in いただきストリート MOBILE』や『ディシディア デュオデシム ファイナルファンタジー』、『シアトリズム ファイナルファンタジー』、『シアトリズム ファイナルファンタジー カーテンコール』、『ワールド オブ ファイナルファンタジー』にも登場。
欧米版での名前は「クレア・ファロン (Claire Farron) 」。
スノウ・ヴィリアース (Snow Villiers)
声：小野大輔；トロイ・ベイカー / モーションアクター：小幡誠
男性 / 召喚獣：シヴァ（スティリア&ニクス） / ドライビングモード：バイク / クリスタルの形状：ハート / 固有アビリティ：ルーラーフィスト（ATK）
年齢は21歳。身長は200cm。一人称は「俺」。二人称は「おまえ・あんた」である。味方の大抵からは「スノウ」と呼び捨てで呼ばれていることも多い（恋人のセラ、ホープなど）。
不精髭を生やした、ワイルドな風格の青年で、パーティ内では一番の巨漢。楽観思考の熱血漢で面倒見も良いが、その性格のせいでライトニングやホープからは強い反感を買うことになる。
自警団的な反聖府組織「ノラ」のリーダーで、パージされそうになっていた人々を救出するためにハングドエッジでゲリラ活動を行い、単身異跡に乗り込む。ルシの烙印は左腕にあるが、ほかのルシと異なり堂々と印をさらけ出している。セラとは相思相愛の仲であり、ライトニングを「義姉さん」と呼び慕っているが、ライトニングからは結婚を反対されるほど疎まれている。自身なりに真剣にセラとの真剣な交際を考えており、彼女がルシだと知らされたことに衝撃を受けながらも、ともに使命を果たし彼女の復活のために全力を尽くすこと、そしてその心の支えになるようにという思いもあってセラにプロポーズし、快諾される。自身のせいで亡くなったホープの母・ノラに対して罪の意識を抱いているものの、ホープが彼女の息子と気づかず楽観的な物言いで振る舞ったため、彼から憎悪を向けられる関係を生んでいた。しかしホープがノラの息子だと知ってからはこれまでの言葉を謝罪し、彼との関係も修復されていった後は、歳の離れた兄弟のような関係に変わっていく。
身体能力を向上させるコートを纏い、銃火器相手にも徒手空拳で立ち向かう。体力が高いのが特徴。
ヲルバ＝ダイア・ヴァニラ (Oerba Dia Vanille)
声：福井裕佳梨；ジョージア・ヴァン・カイレンバーグ / モーションアクター：桂亜沙美
女性 / 召喚獣：ヘカトンケイル / ドライビングモード：魔導アーマー / クリスタルの形状：リンゴ / 固有アビリティ：デス（JAM）
年齢は19歳（＋600歳）。身長は161cm。ツインテールが特徴的な少女。一人称は「私」。
明朗快活で、その胸の奥に強固な決意を秘めている。烙印の位置は左太腿。詳しい素性や行動の目的にはしばしば謎めいたものが覗くこともある。
その正体は、数百年前に黙示戦争で戦ったグラン＝パルスのルシであり、一度使命を果たしてクリスタルとなったが、あるきっかけからファングとともに目覚める。その後エウリーデ峡谷での事故に遭遇してファングと別れ、たどり着いたボーダムで故郷のグラン＝パルスに帰る目的でパージに乗り込んだ。たまたまハングドエッジで出会ったホープとともに、ライトニングたちと同行して密かにファングを探すが、サッズとお互いの境遇を語り合ううちに自身の行動がドッジがルシに選ばれる遠因となってしまったことを知る。一時はサッズに殺されることで償おうとする程に思い詰めるが、みずからを省みず助けに来てくれたファングとライトニングたちの姿や、ヴァニラ自身に活を入れたサッズの行動に生きる希望を取り戻す。
黙示戦争での惨状を記憶していることから、使命を遂行することで人の命がたとえコクーンの民であったとしても失われることを恐れる傾向がある。
本作における語り部のポジションも担当し、ストーリーの随所では彼女のナレーションが挿入される。
武器は釣り竿を思わせるワイヤーロッド。
サッズ・カッツロイ (Sazh Katzroy)
声：江原正士；レノ・ウィルソン / モーションアクター：菊間秋彦
男性 / 召喚獣：ブリュンヒルデ / ドライビングモード：車 / クリスタルの形状：羽根 / 固有アビリティ：デスペラード（BLA）
年齢は40歳。身長は189cm（髪の毛含む）。一人称は「俺」。二人称は「おまえ・あんた」である。
鳥の巣を思わせるアフロヘアーが特徴で、実際にその内部にはチョコボの雛が棲み着いている。ルシの烙印は胸元。社会的分別をわきまえており、義理人情に厚く涙もろい。「父ちゃん○○だぁ」が口癖。もともと飛空艇の操舵士を務めており、一度は長距離航行艦の艦長を任せられたほどの敏腕だったが、妻の死をきっかけに息子のドッジのために家を空けることのない短距離艦へ異動した。
コクーンのファルシにルシとして選ばれたドッジをシ骸やクリスタルにさせないため、「ファルシを破壊する」という目的で行動を開始。ライトニングと出会い、彼女とともにパージ列車に乗り込む。ライトニングの行動に勇気づけられ、また語りはしないものの目的地の一致から行動をともにする。
合体させるとライフルにもなる二丁拳銃での遠距離攻撃を得意とする。
ホープ・エストハイム (Hope Estheim)
声：梶裕貴；ヴィンセント・マーテラ / モーションアクター：中村翼
男性 / 召喚獣：アレキサンダー / ドライビングモード：要塞 / クリスタルの形状：星 / 固有アビリティ：ラストリゾート（BLA）
年齢は14歳。身長は153cm。一人称は「僕」。二人称は「あなた・あんた（スノウに対して多い）」である。
パルムポルムで何不自由ない生活を送ってきた上流階級の少年。烙印は左腕にあり、グローブで隠している。スノウを呼び捨て以外に他人のことを「〇〇さん」と、「さん」付けで呼ぶ（ライトニング、サッズなど）。
母のノラが聖府のパージに対する反乱における戦闘で死んだことから、彼女を反乱に引き入れ、自身をルシにする間接的な原因を作ったスノウを、そして直接の原因となった聖府軍を憎んでいる。一時はライトニングと共謀し、復讐の名のもとにスノウの殺害を本気で考えていた。その後ライトニングが復讐の中止を提案するも、単独で機会を狙い続ける。一時は殺害直前までゆくものの、結果的に失敗に終わる。その時スノウを憎むことが戦うこと、さらには生きる目標になっていることを悟り、またスノウ自身が母親ノラの死を重く受け止めていた事実を知ったため、彼とのわだかまりも解けていく。また家庭を顧みないと嫌っていた父バルトロメイの愛情を知って、向き合って話すことができるようになり、物語を通して精神的に大きく成長していく。なお、ホープとは「希望」という意味であり、劇中で一度だけライトニングが「ホープ」を「希望」と表記する。パーティーで最年少ということもあり、基本的に仲間を敬称で呼ぶが、スノウだけはわだかまりが解けたあとも呼び捨てにしており、当人からも指摘される。また、好奇心旺盛で勝手のわからない下界の兵器を興味本位で起動させ、ピンチを切り抜けたり、逆に危機に陥ったりするという迂闊な面もあり、ライトニングを呆れさせたりする。
ブーメランで戦うが、ルシになって以降はおもに魔法攻撃や回復を中心とする。
ヲルバ＝ユン・ファング (Oerba Yun Fang)
声：安藤麻吹；レイチェル・ロビンソン / モーションアクター：君嶋ルミ子
女性 / 召喚獣：バハムート / ドライビングモード：飛竜 / クリスタルの形状：花びら / 固有アビリティ：ハイウィンド（ATK）
年齢は21歳（＋600歳）。身長は175cm。一人称は「私」。二人称は「あんた」である。
聖府軍の騎兵隊と行動をともにしている黒髪の女性。左上腕に大きなタトゥーがある。ルシの烙印は右上腕部にあるが、ほかのルシのものと異なり白色で形状も違っている。本人いわく「焼け焦げている」とのことで、壊れたルシだと自嘲している（記憶喪失により使命を忘れたという意味から、オーファンにもそう評されている）。烙印が進行しない為にシ骸になることも無いが、ルシの力は行使できる。ヴァニラをシ骸にしたくないという思いから記憶の復活・使命の遂行にこだわっており、使命の遂行にこだわらないヴァニラ本人と行き違いになることもある。
ヴァニラとともに数百年前黙示戦争を戦ったグラン＝パルスのルシである。目覚めてからエウリーデでの事故後聖府軍の追っ手から逃亡しているところで、リグディと遭遇し騎兵隊に身柄を引き渡され、レインズの協力を得てヴァニラを探していた。
武器は槍で、三節棍状にも変形させることができる。最初から最終段階まで攻撃能力・弱体魔法・防御力とトップクラスの性能の持ち主。

### サブキャラクター
セラ・ファロン (Serah Farron)
声：寿美菜子；ローラ・ベイリー / モーションアクター：川渕かおり
年齢は18歳。身長は164cm。ライトニングの妹でスノウの婚約者。一人称は「私（『WOFF マキシマ』では「わたし」または「あたし」）」。二人称は「あなた」である。
姉のことを常に気づかいつつも、自助的な芯の強さを備えている。ハイスクールの最終学年で、コクーン首都エデンの大学への進学が決まっていたが、興味本位からボーダムの異跡に立ち入ったところ、異跡内部にいたファルシ＝アニマによってルシに選出される。彼女がコクーンで初めて下界のファルシに選ばれたルシである。烙印は左上腕部にある。胸元にはスノウが贈ったネックレス、右腕には姉とお揃いのアームレットを付けている。姉の誕生日には折りたたみ式のナイフをプレゼントして「どういうセンスだ」と呆れられた（ナイフを送った理由は小説エピソード0で明かされている）。
ドッジ・カッツロイ (Dajh Katzroy)
声：鵜澤正太郎 → 関根航；コナー・ヴィラード
年齢は6歳。身長は117cm（髪の毛含む）。サッズの息子で父親同様アフロヘアである。3年前に母親を失うが素直で明るく、ときに父親を気づかうような健気さも持つ。エウリーデのエネルギー・プラントを制御しているファルシ＝クジャタによってコクーンのルシに選ばれた。聖府軍は、下界のファルシとそれが選んだルシ（セラ）に対するものとして選ばれたものと見ている。実際は下界の者の襲撃に際し危機を感じたファルシが護衛のために選んだだけである。烙印は右手の甲にあり、包帯で隠している。ルシとして魔法行使能力をもたない代わりに、下界のルシの存在を感知する能力をもつ。
ひなチョコボ
エウリーデのペットッショップでサッズがドッジにねだられて買ったチョコボの雛。ドッジの相棒になるはずだったが、ドッジがルシになったことで直接遊んだ時間は少ない。サッズの髪の毛に棲まい、小さいながらも人語を解しており、愛らしい仕草と時にサッズを励したり叱咤するような行動が彼の心の支えになっている。雌雄がわからないなどの理由により名前はまだ決まっていない。
ノラ・エストハイム (Nora Estheim)
声：松下こみな；メアリー・エリザベス・マクグリン
身長は163cm。ホープの母親。
家族仲を取り持つために家族旅行を計画し、ホープとともにボーダムを訪れていたところパージに巻き込まれる。スノウ率いるノラによる抵抗運動に参戦するが、聖府軍の攻撃により負傷。高所から転落しそうになったところをスノウが懸命に救出しようとするも、ホープのことを託して力尽きる。
バルトロメイ・エストハイム (Bartoromy Estheim)
声：相沢正輝；アンドレ・ソグリウゾ
身長は178cm。ホープの父親。
ノラが提案した家族旅行には仕事で参加していなかった。家庭よりも仕事を優先しているとしてホープからは疎んじられていたが、実際は妻子を慈しむ良き家庭人。ルシとなった息子にも変わらず父親として会話し、その他の面々にも温かくまた良識ある態度で接する。とある事情により騎兵隊に保護されるが、その後の安否は不明（ゲームプレイ中のホープの会話によると無事らしい）。続編の『XIII-2』でアカデミー設立に関わっていたことが明かされている。
アモダ (Amodar)
声：うえだゆうじ；デイヴ・ウィテンバーグ
身長は186cm。ライトニングの上司であり、作中彼女が敬語を使う唯一の人物。
階級は曹長。恰幅のよい太った体格で聖府の警備軍「ボーダム治安連隊」に所属する軍人でありながら「ノラ」にも理解を見せる。自身の出世のことは考えておらず、部下の昇進のことを常に気にかけ、ライトニングにも士官候補生への推薦状を提出する旨をライトニング本人に明かした。

#### ノラ
全員リーダーであるスノウを信頼しており、彼がルシであると知っても変わらずに接していた。
ガドー (Gadot)
声：佐藤美一；ザック・ハンクス
年齢は21歳。身長は192cm。
逆立った赤髪の青年で大男。強気な性格で強大な相手にも単身で突っ込んでいく、「ノラ」の副隊長格。スノウとは施設で知り合った幼なじみであり親友。暴れん坊で思い込んだら行くタイプだが、スノウだけが唯一それをたしなめることができる。自他ともに認める、ノラ最強の男。
レブロ (Lebreau)
声：浅川悠；アンディ・マカフィー
年齢は19歳。身長は168cm。
黒髪で露出過多な格好をした女性。勝気な性格だが面倒見がよく、優しい心の持ち主。身寄りがなく、スノウとガドーとは施設で知り合ったらしい。ガドーとともに、序盤のみでスノウの仲間として、戦闘に参加する。振舞う料理にも定評があり、ボーダムではカフェを営んでいて、地元ではそれなりの人気を博している。
マーキー (Maqui)
声：成瀬誠；ダニエル・サモナス
年齢は17歳。身長は162cm。
ゴーグルを付けている金髪の少年。機械いじりが得意で戦闘は苦手。部屋に閉じこもり、内向的な暮らしをしていたが、スノウに出会い外に出るようになった。スノウに強い尊敬と憧れを抱いている。特定の条件を満たすと、彼の経営するショップからアイテムの購入が可能になる。
ユージュ (Yuj)
声：羽多野渉；ジェフ・フィッシャー
年齢は19歳。身長は181cm。
青髪の男性。ムードメーカーで、スノウ、ガドー、レブロとは同じ施設で育った仲。少しナルシストな面があり、ファッションにはかなりこだわる。

#### 聖府関係者

##### PSICOM（サイコム）
ヤーグ・ロッシュ (Yaag Rosch)
声：東地宏樹；ジョン・カレー / モーションアクター：白濱孝次
身長は190cm。聖府軍の精鋭部隊「PSICOM（サイコム）」を統率する管理官、官階は中佐。
ルシを捕らえ、コクーン市民の生命と安全を守るという使命感に燃えているが、無差別パージなどの政策には内心で抵抗を感じているらしい。しかしながらレインズとは異なりコクーン市民の期待には代えられず、強行する。レイピアのような剣を所持している。ジル・ナバートとは士官学校の同期だが、成績は一歩及ばず2位だった。コクーンを守るため、下界のルシである主人公たちと幾度も戦うことになる。生身、あるいは特殊スーツで戦うことはなく、「プラウド・クラッド」という戦闘機を用いて戦う。途中、グラン＝パルスの魔物（キングベヒーモス）2体に襲われそうになり、自爆する。
ジル・ナバート (Jihl Nabaat)
声：園崎未恵；ポーラ・ティソ / モーションアクター：河井春香
身長は166cm。一人称は「私」である。
聖府軍PSICOMの女性将校。官階は中佐で、士官学校を首席で卒業した才媛。パルスの影響を受けた人間を強制的にコクーンから追放するパージ政策さえも、コクーンを守るためならばその是非を問わないという残忍な性格で、かけている眼鏡はその本性を隠すための伊達眼鏡。普段からケインと呼ばれる刑罰杖を携帯している。兵士としてコクーンと聖府のことのみを考える正に聖府軍の鑑である。志半ばでダイスリーに始末される。

##### 警備軍広域即応旅団（騎兵隊）
シド・レインズ (Cid Raines)
声：中村悠一；エリック・デイヴィス
身長は199cm。一人称は「私」。二人称は「君」である。
聖府軍のエデン警備軍の遊撃部隊である騎兵隊と呼ばれる部隊を率いる准将。部下からの信頼は厚く巧みな手腕をもつが、ファルシ聖府には不満を持っているらしく、野望らしきものを覗かせることもある。ときにパーティをサポートするが、その真意は不明。「FFシリーズ」でおなじみの「シド」の名をもつが、作中では名字のレインズで呼ばれる。実は聖府のルシだった。
ちなみにキャラデザを担当した野村によると「シド」になることを知らされたのはデザインした後だったという。
リグディ (Rygdea)
声：加瀬康之；ジョッシュ・ロバート・トンプソン
身長は180cm。レインズの右腕として各種の工作の指揮を執る騎兵隊の仕官。階級は大尉で、権威に屈しない強い心を秘めている。軍上層部に対して反感を抱いている。

### そのほかのキャラクター
ガレンス・ダイスリー (Galenth Dysley)
声：篠塚勝；S・スコット・ブロック
身長は185cm。コクーンを統治する聖府の代表。
コクーン市民の公正な選挙で選ばれた政治的な代表で、誰よりもコクーンの平和を願っており、人々から信頼されている。しかしその実態は、人やルシを道具としか捉えず「愚民」と呼んだりする非情な性格で、なおかつバルトアンデルスというファルシだった。下界のファルシが発見された際、即座にパージ政策を実行した。

## 音楽
今作品の楽曲は全て浜渦正志による作曲である。『FFXII』と同様、植松伸夫作曲のFF定番曲がアレンジされ、ゲーム中で使用されている。また、これまでのナンバリングタイトル（『ファイナルファンタジーVIII』から『FFXII』）の主題歌は植松による作曲だったが、今作品は第一報で発表されていた植松が降板となったため、初めて主題歌および挿入歌も浜渦が担当することとなった。

## 開発環境・クリスタルツールズ
全社共通開発基盤「Crystal Tools」。高騰するゲーム開発環境を緩和するため、『FFXIII』以降の内製ゲームタイトルに共通運用するとされた開発ツール。当初は「PC」「PS3」「Xbox 360」「Wii」に対応。その後、後述の『DQX』向けに「Wii U」「PS4」「Nintendo Switch」にも対応した。
制作中のゲーム内容を常にハード実機でプレビューできることで作業効率を向上させる。各種シーンを構築する独自ツール群、ゲーム中のグラフィックオブジェクトを作成するMaya・XSI・Photoshopのプラグイン、これらを結ぶコミュニケーションサーバ「GRAPE2」、そして「GRAPE2」に接続された実機で構成されている。このルーツは『ファイナルファンタジータクティクス』にあるという。本ツールの開発がこれまでスクウェア・エニックス内制部門にはなかった、専任者で構成される「研究開発部」部門の設立にまで繋がったとのことである。
2006年5月の「E3 2006」の場で行った「SQUARE ENIX E3 2006 PRESS EVENT」での発表当時は、PS3用ゲームタイトル向けに使用する「ホワイトエンジン」と仮名称で呼んでいたが、2007年9月に「Version 1.0」が完成して、2008年2月に開催があった「GDC 2008」の場で行った「The Technology of FINAL FANTASY」の講演の場で、正式の「Crystal Tools」の発表を改めて行った。
本ツールを使用して開発を行なったのは本作、『FFXIII-2』、『DQX』、『LRFFXIII』、旧『FFXIV』、そして『FFヴェルサスXIII』（のちの『FFXV』）である。開発基盤は共通だが、それぞれのゲームタイトルでまたそれぞれがカスタマイズして使用していた。特に『FFヴェルサスXIII』の開発に用いていた「Crystal Tools」を基にしている「カスタマイズエンジン」については、「Crystal Tools」（『FFXIII』、ホワイトエンジン、クリスタル、イメージカラー・白）に対しての、「Ebony Engine」（『FFヴェルサスXIII』、ブラックエンジン、黒檀、イメージカラー・黒）と開発チーム内では呼称していた。
将来的には外部ライセンスも検討に値するとは考えていたようだが、（2008年時点での）現状はドキュメントの整備が終わっていないので当分は不可能な相談とのことであった。
スクウェア・エニックス内製ソフトウェアの新規タイトル開発は、後継の「Luminous Studio」（現「Luminous Engine」）に移管されている。旧『FFXIV』はローンチのつまづきで2012年11月をもってサービスを終了しプログラムは破棄され、「完全独自エンジン」で構築された2013年8月発売の新生版へ移管された。そして『FFヴェルサスXIII』もPS3プラットフォームでリリースされることなく破棄され、「DirectX 11」で構築され、PS4・Xbox One向けにポーティングされる形式で開発される『FFXV』としてリリースされることとなった。『FFヴェルサスXIII』の開発に用いていた開発エンジンは、『「Crystal Tools」を基にしている「カスタマイズエンジン（PS3ベース・エボニー）」 → 「DX11ベース・エボニー」 → 最終的に「Luminous Studio」に吸収される』という変化の流れを辿った。よって「Crystal Tools」を用いて開発して適切なリリースにまで至った作品は、『FFXIII』、『FFXIII-2』、『DQX』、そして『LRFFXIII』である。

## スタッフ
- ディレクター・シナリオ - 鳥山求
- キャラクターデザイナー - 野村哲也
- アートディレクター - 上国料勇
- イメージイラストレーション・タイトルロゴデザイナー - 天野喜孝
- キャラクターアートデザイナー - 池田奈緒
- バトルディレクター - 土田俊郎
- バトルcoディレクター - 阿部雄仁
- メインプログラマー - 柏谷佳樹
- ムービーディレクター - 野末武志
- グラフィックス&VFXディレクター - 高井慎太郎
- バックグラウンドテクニカルディレクター - 太田嘉彦
- バックグラウンドグラフィックスディレクター - 窪洋一
- ストーリーボードディレクター - 金田伊功
- ストーリーコンセプト - 野島一成
- リードシナリオライター - 渡辺大祐
- シナリオライター - 平野幸江、酒見治徳
- 作曲 - 浜渦正志
  - 編曲・オーケストレーション[27] - 大森俊之、平野義久
  - オーケストラ演奏[27] - ワルシャワ国立フィルハーモニー管弦楽団
  - アレンジャー（スクウェア・エニックス） - 山崎良、仲野順也、鈴木光人
  - テーマソング作詞・ボーカル - 菅原紗由理
  - ボーカル - フランシス・マヤ[28]、Mina（元AINU REBELS）、濵渦真津恵
- アソシエートプロデューサー - 今泉英樹
- プロデューサー - 北瀬佳範

### 主題歌
テーマソング「君がいるから」
作曲 - 浜渦正志
編曲 - Sin
歌 - 菅原紗由理
挿入歌「Eternal Love」
作曲 - 浜渦正志
編曲 - Sin
歌 - 菅原紗由理
海外版 / インターナショナル版 テーマソング「My Hands」
Writers - Ina Wroldsen、Arnthor Birgisson
Producer - Arnthor Birgisson
歌 - レオナ・ルイス

## 評価・受賞歴

### 評価
「週刊ファミ通 通巻1097号」に掲載された「ファミ通クロスレビュー」では39/40となり、「プラチナ殿堂入り」となった。

### 受賞
- 日本ゲーム大賞 2009 - フューチャー部門[30][31]
- ファミ通アワード 2009
  - 優秀賞[32]
  - 最優秀キャラクター賞[注 3][32]
- CEDEC AWARDS 2010 - サウンド部門 優秀賞[注 4][33]
- 日本ゲーム大賞 2010 - 年間作品部門 優秀賞[34][35]
- Golden Joystick Awards 2010 - Soundtrack of the Year, in association with Metal Hammer[36]
- PlayStation Awards 2010
  - Platinum Prize[37]
  - ユーザーズチョイス賞[37]
- CEDEC AWARDS 2011 - ビジュアル・アーツ部門 優秀賞[注 5][38]
- 第1回 国際3Dアワード 2011 Lumiere Japan - シネアド部門[注 6][39]

## コラボレーション商品
ファイナルファンタジーXIII エリクサー
2009年12月8日にサントリーから発売された清涼飲料水。「ファイナルファンタジーXII ポーション」に続くコラボレーション商品。キャラクターが描かれた350ml缶が16種類ある。プレミアム・コンプリートBOXと単品では風味が異なる。ミニフィギュアが付属し缶のデザインも異なる限定商品もある。

## 関連商品

### CD
ファイナルファンタジーXIII オリジナルサウンドトラック
オリコン初登場3位を記録。
ファイナルファンタジーXIII オリジナル・サウンドトラック（初回生産限定盤）
菅原紗由理 (アーティスト)、Mina (アーティスト)、Frances Maya (アーティスト)、Matsue Hamauzu (アーティスト)、Frances Maya
レーベル SMD (CD - 2010)
ファイナルファンタジーXIII オリジナル・サウンドトラック-PLUS-
レーベル: SMD
ドラマCD
小説「エピソード0」の内容に新章を加えた前・後編のドラマCD。サウンドトラック初回版特典に収録された第1話から続くストーリーとなっている。
ファイナルファンタジーXIII Episode Zero -Promise- Fabula Nova Dramatica Α
ファイナルファンタジーXIII Episode Zero -Promise- Fabula Nova Dramatica Ω
（以下のデータは両作品とも共通）
監督: 鳥山求　脚本: 渡辺大祐、八島和彦
キャスト: 坂本真綾、小野大輔、寿美菜子、梶裕貴、福井裕佳梨、安藤麻吹、江原正士 他
レーベル: SMD

### 書籍
小説
ファイナルファンタジーXIII エピソード0 -約束-
2009年12月24日にスクウェア・エニックスから発売。公式サイトに掲載された本作の序章にあたる小説に新しいエピソードを追加したもの。原案は鳥山求・渡辺大祐、ノベライズは映島巡。
ISBN 9784757527706
攻略本
FINAL FANTASY 13 PS3版 ライトニングマスターガイド スクウェア・エニックス公式攻略本 (Vジャンプブックス)
Vジャンプ編集部 (単行本（ソフトカバー） - 2009/12/17)
ファイナルファンタジーXIII シナリオアルティマニア （SE-MOOK）
スタジオベントスタッフ (ムック - 2010/1/28)
ファイナルファンタジーXIII バトルアルティマニア （SE-MOOK）
スタジオベントスタッフ (ムック - 2010/1/28)
ファイナルファンタジーXIII ワールドプレビュー （SE-MOOK）
スクウェア・エニックス (ムック - 2009/12/10)
ファイナルファンタジーXIII アルティマニアオメガ （SE-MOOK）
スタジオベントスタッフ (ムック - 2010/9/30)
楽譜
ピアノソロ ファイナルファンタジーXIII オリジナルサウンドトラック ベストセレクション
内田 美雪、浜渦 正志、小野 佐知子、川田 千春、ヤマハミュージックメディア; 菊倍版 (楽譜 - 2010/3/26)
楽しいバイエル併用 ファイナルファンタジー XIII オリジナルサウンドトラックから抜粋した曲...
丹羽 あさ子、浜渦 正志、株式会社スクウェア・エニックス (楽譜 - 2010/3/26)
オフィシャルピアノピース ファイナルファンタジー XIII 君がいるから/Eternal Love (オフィシャル・ピアノ・ピース)
ケイ・エム・ピー; 菊倍版 (楽譜 - 2009/12/26)
STAGEA・EL エレクトーンで弾く (8~5級) ファイナルファンタジー ベスト
稲垣 千章 (著, 編集)、岩崎 孝昭 (編集)、大木 裕一郎 (編集)、小林 陽一 (編集)、坂井 知寿 (編集)、島田 聖子 (編集)、杉本 豊之 (編集)、諏訪 智数 (編集)、原田 昭宏 (編集)、矢口 理津子 (編集)、株式会社スクウェア・エニックス (監修)、ヤマハミュージックメディア (楽譜 - 2010/5/21)
その他
ファイナルファンタジーXIII ポストカードブック
スクウェア・エニックス (ハードカバー - 2009/12/17)
ファミ通PS3 Vol.XIII DKΣ3713 EX.Report (エンターブレインムック)
エンターブレイン (ムック - 2008/8/19)
ファイナルファンタジーXIII アートミュージアム改 1BOX
スクウェア・エニックス